# Byers (Texas)
Byers es una ciudad ubicada en el condado de Clay en el estado estadounidense de Texas. En el Censo de 2010 tenía una población de 496 habitantes y una densidad poblacional de 188,49 personas por km².

## Geografía
Byers se encuentra ubicada en las coordenadas 34°4′9″N 98°11′27″O / 34.06917, -98.19083. Según la Oficina del Censo de los Estados Unidos, Byers tiene una superficie total de 2.63 km², de la cual 2.57 km² corresponden a tierra firme y (2.17%) 0.06 km² es agua.

## Demografía
Según el censo de 2010, había 496 personas residiendo en Byers. La densidad de población era de 188,49 hab./km². De los 496 habitantes, Byers estaba compuesto por el 94.35% blancos, el 1.01% eran afroamericanos, el 2.42% eran amerindios, el 0% eran asiáticos, el 0% eran isleños del Pacífico, el 0% eran de otras razas y el 2.22% pertenecían a dos o más razas. Del total de la población el 1.81% eran hispanos o latinos de cualquier raza.